# Jonathan Rhys Meyers
Jonathan Rhys Meyers (født Jonathan Michael Francis O'Keeffe 27. juli 1977 i Dublin, Irland) er irsk filmskuespiller, virksom i Hollywood.
Meyers filmdebuterede i 1994, og spillede snigmorder i Michael Collins (1996), rockstjerne i Velvet Goldmine (1998) og den ambitiøse Steerpike i fjernsynsserien Gormenghast (2000) efter Mervyn Peake. Han har spillet i Prozac Nation (2001), Bend It Like Beckham (Bedre end Beckham, 2002) og Alexander (2004), og var Elvis Presley i fjernsynsfilmen Elvis (2005). Meyers har fået meget ros for sin hovedrolle i Woody Allens melodrama Match Point (2005).
Han spiller Henrik den 8. i fjernsynsserien The Tudors (Sex, magt og intriger, 2007-10).

## Filmografi
- 2013:The Mortal Instruments: Dæmonernes by